# Ecseny, Somogy
Ecseny  este un sat în districtul Kaposvár, județul Somogy, Ungaria, având o populație de 218 locuitori (2011). 

## Demografie
Componența etnică a satului Ecseny
     Maghiari (83,18%)
     Germani (14,02%)
     Necunoscut (2,8%)
     Alții (2,8%)
Componența confesională a satului Ecseny
     Luterani (42,66%)
     Romano-catolici (23,39%)
     Reformați (5,5%)
     Fără religie (1,83%)
     Atei (1,38%)
     Necunoscută (25,23%)
Conform recensământului din 2011, satul Ecseny avea 218 locuitori. Din punct de vedere etnic, majoritatea locuitorilor (83,18%) erau maghiari, cu o minoritate de germani (14,02%). Apartenența etnică nu este cunoscută în cazul a 2,8% din locuitori. Nu există o religie majoritară, locuitorii fiind luterani (42,66%), romano-catolici (23,39%), reformați (5,5%), persoane fără religie (1,83%) și atei (1,38%). Pentru 25,23% din locuitori nu este cunoscută apartenența confesională.